# Andrew Jackson (Spezialeffektkünstler)
Andrew Jackson (geboren in Australien) ist ein australischer VFX Supervisor.

## Leben
Jackson begann seine Karriere als Spezialeffektkünstler Ende der 1990er Jahre. Sein Debüt hatte er 1999 als Digital Artist an der Pilotfolge der Science-Fiction-Serie Farscape, darauf folgte der IMAX-Kurzfilm Solarmax – Die Sonne lebt! Für 300 arbeitete er erstmals an einer Hollywoodproduktion. Der Film war in der Vorauswahl der Oscarverleihung 2008 in der Kategorie Beste visuelle Effekte, erhielt aber keine Nominierung. 2016 war Jackson zusammen mit Tom Wood, Dan Oliver und Andy Williams für den Oscar in der Kategorie Beste visuelle Effekte für Mad Max: Fury Road nominiert. Zudem war er für den BAFTA Film Award und den Saturn Award nominiert. Gewinnen konnte er einzig den AACTA Award. 2021 wurde er für Tenet mit dem BAFTA Award für die besten visuellen Effekte ausgezeichnet sowie für den Oscar und den Saturn Award nominiert.

## Filmografie (Auswahl)
- 2006: 300
- 2008: Ein Schatz zum Verlieben (Fool’s Gold)
- 2009: Knowing – Die Zukunft endet jetzt (Knowing)
- 2011: Happy Feet 2
- 2015: Mad Max: Fury Road
- 2017: Dunkirk
- 2019: The King
- 2020: Tenet
- 2023: Oppenheimer
- 2024: Furiosa: A Mad Max Saga

## Auszeichnungen
- 2016: Oscar-Nominierung in der Kategorie Beste visuelle Effekte für Mad Max: Fury Road
- 2016: BAFTA-Award-Nominierung in der Kategorie Beste visuelle Effekte für Mad Max: Fury Road
- 2016: AACTA Award in der Kategorie Beste visuelle Effekte für Mad Max: Fury Road
- 2016: Saturn-Award-Nominierung in der Kategorie Beste Spezialeffekte für Mad Max: Fury Road
- 2018: BAFTA-Award-Nominierung in der Kategorie Beste visuelle Effekte für Dunkirk
- 2021: Oscar in der Kategorie Beste visuelle Effekte für Tenet
- 2021: BAFTA Award in der Kategorie Beste visuelle Effekte für Tenet
- 2021: Saturn-Award-Nominierung in der Kategorie Beste Spezialeffekte für Tenet